# L'ultima sfida di Bruce Lee
L'ultima sfida di Bruce Lee (Game of Death II-Tower of death), noto anche come Ultima sfida di Bruce Lee, è un film del 1981 diretto da Ng See Yuen.
Si tratta un film d'azione e di arti marziali co-diretto da Sammo Hung e Corey Yuen (entrambi non accreditati), uscito in Italia nel 1981. Non è interpretato da Bruce Lee ma dallo stuntman coreano Kim Tai-chung.
Il film è del 1981, noto all'estero anche come Game of Death II, poiché la pubblicità ingannevole prometteva 90 minuti di scene inedite con Bruce Lee, in realtà inesistenti. Le "famose" scene inedite sono costituite da pochi minuti scartati da altri film tra cui I 3 dell'Operazione Drago, ed alcuni stralci di un combattimento svolto in una serra scartato da L'ultimo combattimento di Chen, con l'ausilio di una controfigura. Si tratta di un Bruceploitation, fenomeno successivo alla morte di Lee in cui sosia e rimaneggiamenti diedero alla luce pellicole con le quali egli nulla c'entrava.

## Trama
Billy Lo, star del cinema e delle Arti Marziali, ed il M° Kin Ku, sono due amici praticanti il kung fu. Date le loro doti sovrumane nelle arti marziali, ricevono richieste di combattimento da parte di diversi artisti marziali, sfide che riescono sempre a vincere. Kin Ku è convinto che dietro a queste richieste di sfide ci sia qualcuno che stia cercando di ucciderli, ma fiduciosi delle loro capacità non si spaventano e anzi continuano ad accettare di combattere.
Billy ha anche un fratello minore, Bobby Lo, abile ma svogliato negli allenamenti e troppo occupato a correre dietro alle donne.
Un giorno però Billy apprende da un giornale la notizia che Kin Ku è morto improvvisamente, e convinto che non sia stato per cause naturali, decide di indagare da solo sulla scomparsa dell'amico. Il padre di Billy indirizza il figlio in Giappone dalla figliastra di Kin Ku per cercare qualche indizio. Billy incontra la figliastra, ma costei gli riferisce che non sapeva niente di suo padre, a parte il fatto che lo conosceva appena e che un giorno venne a trovarla per consegnarle un pacchetto, con dentro un filmato di cui ignora il contenuto. Giusto al momento della consegna del filmato, Lo subisce un agguato da parte di uomini incappucciati, ma sfoderando le sue abilità nel kung fu riesce a batterli, fugge e in mezzo alla strada viene attaccato nuovamente da uomini armati di spade. Le sue capacità di combattente lo fanno uscire illeso dalla lotta, anche da un pericoloso inseguimento in auto.
Successivamente Lo si reca al funerale di Kin Ku, ma poco prima che venga sepolto appare un elicottero e con una rete ganciata ruba la bara di Kin Ku. Billy insegue l'elicottero e si appiglia alla rete nel tentativo di recuperare la bara dell'amico. Il pilota dell'elicottero a questo punto scaglia una freccia contro Lo causandone la morte.
Bobby apprende la notizia della morte del fratello Billy, e decide di vendicarlo. Si reca così in Giappone, s'informa sugli eventi accaduti e recupera il filmato che aveva trovato Billy, ponendosi come interrogativo perché hanno rubato la bara di Kin Ku.
Guardando il filmato trovato da Billy, Bobby viene a sapere di un posto chiamato il palazzo della morte ove Kin Ku si recava e si allenava con Lewis, maestro del palazzo.
Bobby si reca così al palazzo della morte e fa conoscenza con Lewis, sospettando che ci sia quest'ultimo dietro alla morte di Kin Ku.
Lewis fa visitare il palazzo a Bobby, il quale scopre che anche Lewis riceve sfide da parte di combattenti come le ricevevano suo fratello e Kin Ku.
Durante la notte Bobby gira per il palazzo alla ricerca di qualche indizio, ma viene aggredito da un uomo mascherato, il quale una volta smascherato fugge.
Il giorno seguente Bobby parla con Lewis e gli rivela che è convinto che nonostante lui non voglia fargli del male, qualcuno tra i suoi servitori voglia ucciderlo. Bobby sospetta di Han, un cameriere senza un braccio; Lewis gli confida che Han sta con lui da molti anni, che prima di lavorare per lui era monaco in un tempio e lo assunse solo perché gli faceva pena. Lewis rivela anche che nei paraggi si dice esista la torre della morte costruita sotto-terra, anche se nessuno è mai riuscito a trovarla.
Alla sera Bobby durante l'allenamento viene interrotto dalla visita di una donna; gli dice che Lewis vuole che gli faccia compagnia per quella sera. La donna si spoglia persuadendo Bobby ad avere un rapporto con lei, inizialmente Bobby non riesce a resisterle, ma ad un certo punto la respinge, essendosi ricordato il motivo del suo viaggio. Il ragazzo rinsavisce appena in tempo per scoprire che quella donna stava tentando di ucciderlo con un pungiglione. In quel momento fa irruzione nella stanza di Bobby uno dei leoni del palazzo, che uccide la donna, impedendo a Bobby di scoprire l'identità del mandante. Allo stesso tempo un uomo con la stessa maschera di quella dell'aggressore di Bobby la sera precedente, fa irruzione nella stanza di Lewis e lo uccide.
Il mattino dopo viene dato l'allarme per la morte del maestro Lewis, e Bobby sospettando di Han si dà alla sua ricerca. Trovato Han nel suo vecchio monastero, alla vista di Bobby l'uomo fugge. Bobby lo insegue ma quando sembra averlo perduto viene aggredito dal cameriere ex monaco. Scoppia così un combattimento tra i due, ma Bobby ha la meglio e incita Han a portarlo alla torre della morte; a questo punto Han rivela però di possedere entrambe le braccia e decide di battersi fino alla morte, perendo così in combattimento.
Proseguendo il giro in quella zona Bobby incontra altri combattenti coi quali si batte nelle vicinanze di una parete. Facendo sparire i corpi degli avversari battuti, osserva un altro uomo che cammina vicino alla parete, e che tirando una manopola apre una porta segreta. Bobby si infila all'interno dell'apertura segreta, prende un ascensore e scende nei sotterranei. Lì Bobby trova un numero smisurato di avversari con i quali si batte; fino ad arrivare alla bara di Chin Ku. Mentre si avvicina alla bara, il colpo di scena: compare Kin Ku vivo e vegeto! Sorpreso di ciò Bobby gli domanda perché ha finto di essere morto, e Kin Ku gli rivela che ha usufruito del traffico della droga per potersi arricchire, ha inscenato la propria morte perché stavano per incriminarlo, e ha fatto sparire la bara prima che quelli dell'Interpool pensassero di controllarla. Nonostante Kin Ku offra a Bobby la possibilità di andarsene essendo fratello dell'amico Billy, Bobby intende portare a termine la sua missione, e quindi sfida Kin Ku ad un combattimento mortale.
Non senza faticare Bobby vince e uccide il suo nemico riponendolo nella bara che aveva fatto sparire, vendicando così la morte del fratello.

## Produzione

### Cast
In questo film Lee compare solo in immagini d'archivio prese dai suoi film essendo passati otto anni dalla sua morte (Dalla Cina con furore, L'urlo di Chen terrorizza anche l'occidente, e I 3 dell'Operazione Drago). In alcune scene Billy Lo è interpretato da un sosia di Lee, il coreano Kim Tai Chung, che poi interpreta il fratello Bobby nel resto del film.
Uno dei due monaci che lottano col bastone nel tempio è Yuen Biao, poi star del trio comico Jackie Chan-Sammo Hung-Yuen Biao in numerosi successi di Hong Kong; l'altro monaco è lo stuntman Wu Ming Tsui, poi produttore. L'abate è Roy Chiao, che ricoprì lo stesso ruolo in Enter the Dragon (di cui questo film riutilizza una scena iniziale, ma non inclusa in quel film all'epoca, ridoppiandola nel dialogo fra Billy Lo e l'abate).